# Gitanas (telenovela)
Gitanas es una telenovela mexicana, producida por Argos Comunicación para Telemundo. Escrita por Basilio Álvarez y Laura Sosa, emitida en el año 2004. Es una adaptación de la exitosa teleserie  chilena Romané. 
Protagonizada por Ana de la Reguera, Manolo Cardona, Dolores Heredia y Saúl Lisazo, con las participaciones antagónicas de Saby Kamalich, Arturo Ríos, Erick Elías, Elizabeth Cervantes y Esteban Soberanes y con las actuaciones estelares de Carlos Torres Torrija, Mariana Gajá, Karina Mora, Marco Treviño, Gabriela de la Garza y Enrique Singer.
La telenovela mezcla el español y el caló, lengua mixta entre romaní y español hablada por los gitanos en España. En cambio, en la telenovela chilena hay diálogos en Idioma romaní balcánico, ya que este es el idioma hablado por los gitanos en Chile y el resto de Latinoamérica.

## Trama
La telenovela cuenta la historia de María Salomé (Ana de la Reguera), una joven y bella gitana, quien se enamora de un hombre no gitano, Sebastián (Manolo Cardona). Desde el momento en que se encuentran en el pueblo pesquero de  malarribo Topolobampo en Sinaloa es amor a primera vista. Sin embargo, su amor es prohibido por la condición de gitana de ella y juzgado por el racismo que existe contra la cultura de María Salomé.
Otros personajes importantes son el abuelo de Salomé, el Patriarca Vanya (Marco Antonio Treviño) y su madre, Jovanka (Dolores Heredia), Rafael Domínguez (Carlos Torres Torija), antiguo amor de Jovanka, y la madre de éste, Doña Victoria Lambert (Saby Kamalich), Mamá Pasca, hermana de Vanya (Luisa Huertas), Jonás (Erick Elías) y su padre Drago (Arturo Ríos), el padre Juan Domínguez (Saúl Lisazo) que a pesar de ser sacerdote se enamora de Jovanka, y las hermanas de María Salomé, María Sashenka (Mariana Gajá) y María Magdalena (Karina Mora), así como la imagen icónica de la patrona de los gitanos, Santa Sara.

## Elenco
- Ana de la Reguera - María Salomé Antich
- Manolo Cardona - Sebastián Domínguez
- Saby Kamalich - Doña Victoria Lambert de Domínguez
- Dolores Heredia - Jovanka Antich
- Saúl Lisazo - Padre Juan Domínguez Lambert
- Arturo Ríos - Drago
- Carlos Torres Torrija - Rafael Domínguez Lambert
- Elizabeth Cervantes - Eréndira Lambert
- Mariana Gajá - María Sashenka Antich
- Karina Mora - María Magdalena Antich
- Erick Elías - Jonás
- Marco Treviño - Vanya Antich
- Luisa Huertas - Mamá Pasca Antich
- Farnesio de Bernal - Baldomero Antich
- Esteban Soberanes - Rodrigo
- Alejandro Calva - Lazlo California
- Itari Marta - Milenka California
- Karina Gidi - Vinka California
- Ivan Elizondo -  Yanni
- Gastón Melo - Escudero
- Ruben Cristiany  - Milos
- Socorro de la Campa -  pizonca
- Manuel Balbi - Mirko
- Enrique Singer - Alfredo
- Gabriela de la Garza - Sandra
- Luis Gerardo Méndez - Claudio
- Pablo Laffite - Ianko
- Chao - Branco
- Ilean Almaguer -  Camila
- Edison Ruiz - Mario
- Carmen Madrid - Ofelia
- Verónica Terán - Adela
- Marcela Espeso  -  Josefa
- Blas García  - Simón
- Ximena Rubio  - Jimena
- Martha Higareda -  Jovanka Antich (joven)
- Luis Koellar - Rafael Domínguez (joven)
- Francis Laboriel - El pescador negrito
- Fabián Mejía- Doctor

## Versiones
- Romané (versión original de 2000), una producción de TVN, fue protagonizada por Claudia di Girólamo y Francisco Reyes.

### TV Adicto Golden Awards
| Año  | Categoría               | Nominados   | Resultado |
| ---- | ----------------------- | ----------- | --------- |
| 2010 | Mejor dirección de arte | Iván Aranda | Ganadora  |